# Weiz
Weiz è un comune austriaco di 11 756 abitanti nel distretto di Weiz, in Stiria, del quale è capoluogo e centro maggiore; ha lo status di città capoluogo di distretto (Bezirkshauptstadt). Il 1º gennaio 2015 ha inglobato il comune soppresso di Krottendorf.